# Strophiona nitens
Strophiona nitens (лат.) — вид жуков-усачей из подсемейства усачиков. Распространён в Новой Шотландии и северных США. Длина тела взрослых насекомых 10—15 мм.